# Dejongia
Dejongia är ett släkte av fjärilar. Dejongia ingår i familjen fjädermott.
Kladogram enligt Catalogue of Life:
| Dejongia | \| \| Dejongia californicus \| \| \| \| \| \| Dejongia lobidactylus \| \| \| \| \| \| Dejongia wrightii \| \| \| \| |
|          | \| \| Dejongia californicus \| \| \| \| \| \| Dejongia lobidactylus \| \| \| \| \| \| Dejongia wrightii \| \| \| \| |
|          | Dejongia californicus                                                                                               |
|          | |
|          | Dejongia lobidactylus                                                                                               |
|          | |
|          | Dejongia wrightii                                                                                                   |
|          | |